# Wa
Wa város Ghána északnyugati részén, a Felső-nyugati Régió székhelye, egyben a többségében muzulmán vallású wala népcsoport legnagyobb települése. A Wai egyházmegye püspöki székvárosa. A településnek egy kisebb repülőtere is van.
Minden év szeptemberében itt  tartják a Dumba fesztivált, melyen ökröket áldoznak fel, hogy az elkövetkező év szerencsés legyen a város számára.

## Éghajlata
A város a Száhil öv határának déli részén helyezkedik el. Az évi átlag csapadékmennyiség 1000 milliméter körül van, melynek túlnyomó része május és október között esik. Február és március a legmelegebb hónapok, ekkor a nappali hőmérséklet 42 °C körül van.

## Története
Évszázadokkal ezelőtt a lobi valamint a dagaare népcsoportok telepedtek le ezen a területen. Az iszlám vallás a Szaharán keresztül, kereskedők által terjedt el az itt lakó törzsek között. A településen van eltemetve Sir Ekum Ferguson, a brit származású katona azzal a megbízással érkezett a területre a 19. században, hogy kézre kerítse a vidéken garázdálkodó, számos karavánon rajtaütő és azokat kifosztó hírhedt rablóvezért, Babatu-t.

## Külső hivatkozások
- A városról

1. ↑  Ghana Statistical Service